# كول آباد (مقاطعة دورود)
كول‌آباد (بالفارسية: کول‌آباد) هي قرية تقع في قسم سيلاخور الريفي (مقاطعة دورود) في إيران. يقدر عدد سكانها بـ 253 نسمة .